# Fire Bird
Fire Bird è il decimo album studio del musicista giapponese Miyavi, pubblicato il 31 agosto 2016 in Giappone. L'album si è classificato in undicesima posizione nelle classifiche Oricon e Billboard Japan.

## Pubblicazione e promozione
L'album è stato seguito da un tour promozionale nazionale intitolato MIYAVI Japan Tour 2016 "NEW BEAT, NEW FUTURE", che ha incluso 10 tappe. L'ultima data del tour, tenutasi al Makuhari Messe di Chiba, appena fuori Tokyo, è stata trasmessa live sul canale streaming Abema TV, raccogliendo più di 100.000 visualizzazioni.

## Tracce
1. Another World – 4:19 (Lenny Skolnik, Tom Leonard, Miyavi)
2. Fire Bird – 3:26 (Jonny Litten, Seann Bowe, Miyavi, Jun)
3. Dim It (ft. Rosie Bones) – 3:22 (Lenny Skolnik, Rosie Bones, Miyavi)
4. Raise Me Up – 3:58 (Jonny Litten, Lenny Skolnik, Seann Bowe, Miyavi)
5. You Know It's Love – 3:09 (Doc Brittain, Lenny Skolnik, Nick Long, Miyavi)
6. Afraid To Be Cool – 3:34 (Ilan Kidron, Lenny Skolnik, Miyavi)
7. She Don't Know How To Dance – 2:47 (Adam Kapit, Ilan Kidron, Lenny Skolnik, Mereki Beach, Miyavi, Jun)
8. Steal The Sun – 4:10 (Austin Massirman, Bobo, Lenny Skolnik, Tony Rodini, Miyavi)
9. Long Nights – 3:47 (Doc Brittain, Ilan Kidron, Lenny Skolnik, Ras, Tyko, Miyavi)
10. Hallelujah – 3:37 (Austin Massirman, Lenny Skolnik, Tom Leonard, Tony Rodini, Miyavi, Jun)
11. Epic Swing (bonus track) – 2:56